# Андре Стил
Андре Стил (21 април 1921 – 3 септември 2004) е френски писател и публицист. Майстор на краткия разказ. Той става член на Френската комунистическа партия през 1940 г. и остава лоялен към партията. Участва в Съпротивата. Отразява класовите битки във Франция след Втората световна война.

## Биография
Роден в малък град във въгледобивен район на Северна Франция, Стил получава образованието си в Университета в Лил. Следва философия. Преподава в университета от 1941 до 1944. Присъединява се към Комунистическата партия през 1940 г. Той е главен секретар на „Liberté“ до 1949 и редактор на „Ce Soir“. През 1956 г. той публикува доклад от Унгарската революция, описващ очевидно масово убийство на унгарски комунисти. Работи като редактор на „Humanité“ до 1959 г.
В началото на 1949 г. публикува около петдесет тома, включващи главно социалистически романи, разкази и стихове. С подкрепа от Луи Арагон, той печели Държавна награда на СССР за трилогията „Първият удар“ (1951 – 1953).
През 1977 г. е избран за един от десетте членове на френската литературна организация със седалище в Париж „Академия Гонкур“.

## Творчество
- „Първият удар“ – 1951 – 1953 г.
- „Ние ще се обичаме утре“ – 1957 г.
- „Красив като мъж“ (роман, 1968)
- „Приятелят в огледалото“ (роман, 1977)
- „Бог е дете“ (роман, 1979)
- „Чаровният доктор“ (роман, 1980)
- „Шестдесет и четири мака“ (роман, 1984)
- „Риболов с писалка“ (разказ, 1985)
- „Газела“ (роман, 1991)

### Телевизионни сценарии
- Le Petit Boxeur (1971)
- La Correspondante (1973)
- La Croisée (1975)
- L’Ami dans le miroir (1978)
- Le Dernier train (1979)
- Les Petits soirs (1979)